# 程连元
程连元（1961年12月15日—），男，汉族，北京人。中华人民共和国政治人物。1983年7月参加工作，1982年12月加入中国共产党。北京工业大学管理科学与工程专业在职研究生，工学学士、管理学博士，高级工程师。曾任中共云南省委常委、中共昆明市委书记，中国共产党第十九届中央委员会候补委员。

## 生平
程连元早年在北京市国有企业任职，曾任北京市二轻工业总公司副总经理兼北京白菊电器集团公司董事长，北京二轻有限责任公司副总经理兼北京雪花电器集团公司总经理，北京隆达轻工控股有限责任公司副董事长，北京京仪控股有限责任公司总经理，北京市工业促进局局长，朝阳区区长。2012年7月，任中共北京市朝阳区委书记。2015年6月获中共中央组织部表彰为全国优秀县委书记。
在连续三任中共昆明市委书记（仇和、张田欣、高劲松）落马后，2015年7月29日，程连元调任中共昆明市委书记。2015年12月，兼任滇中新区管委会主任。2016年3月22日，升任中共云南省委常委。2016年4月，不再兼任滇中新区管委会主任。2021年11月30日，不再担任中共云南省委常委。2021年12月1日，不再担任中共昆明市委书记。
2022年1月，当选云南省政协副主席。2023年1月，卸任云南省政协副主席。